# Declaração unilateral de independência
Uma declaração unilateral de independência (DUI) é um procedimento legal estabelecido quando uma entidade subnacional se declara independente e soberana, sem um acordo formal com o Estado nacional do qual está se separando. O termo foi usado pela primeira vez quando a Rodésia declarou a independência do Reino Unido em 1965, sem um acordo com o Reino Unido. O método de declaração unilateral de independência é considerado controverso no direito internacional.

## Exemplos
Outros exemplos importantes de uma declaração unilateral de independência incluem a dos Estados Unidos em 1776, a tentativa de secessão de Biafra da Nigéria em 1967, a declaração de independência de Bangladesh do Paquistão em 1970, a (não reconhecida internacionalmente) secessão da República Turca de Chipre do Norte do Chipre em 1983, a Declaração de Independência dos Territórios Palestinos em 1988 e a Declaração de Independência da República de Kosovo em 2008. 
Durante a dissolução da Iugoslávia, o governo dos Estados Unidos alertou os governos da Eslovênia e da Croácia que abandonassem os planos de uma declaração unilateral de independência, devido à ameaça de erupção de uma grande guerra nos Bálcãs como consequência disso, e ameaçou que iria se opor a declaração unilateral de independência dos dois países com base na Ata Final de Helsinque, caso fizessem isso. No entanto, quatro dias depois, tanto a Eslovênia e a Croácia anunciaram a sua declaração unilateral de independência da Iugoslávia. 
- 1776: Estados Unidos
- 1965: Rodésia (não reconhecido)[5]
- 1967: Biafra (disputado)
- 1970: Bangladesh
- 1983: Chipre do Norte (não reconhecido)
- 1991: Croácia
- 1991: Eslovênia
- 1991: Ossétia do Sul (disputado)
- 1992: Abecásia (disputado)
- 2008: Kosovo (disputado)[6]
- 2012: Azauade (não reconhecido)
- 2014: Crimeia (disputado)[7]
- 2017: Catalunha